# Strumienno (województwo lubuskie)
Strumienno (niem. Pfeifferhahn) – wieś w Polsce położona w województwie lubuskim, w powiecie krośnieńskim, w gminie Krosno Odrzańskie.
W latach 1975–1998 miejscowość położona była w województwie zielonogórskim.
W miejscowości znajduje się kaplica pw. Matki Boskiej Fatimskiej, zbudowana w latach 90 XX wieku na miejscu starej poczty, poświęcona w 1997 roku.
Przez miejscowość przepływa Łomianka, która jest prawym dopływem Odry. 